# Dolní Vilémovice
Dolní Vilémovice település Csehországban, a Třebíči járásban. Dolní Vilémovice Valeč, Vladislav, Zárubice, Slavičky, Odunec, Lipník, Klučov és Třebenice településekkel határos. Lakosainak száma 424 fő (2024. január 1.).

## Népesség
A település lakosságának változását az alábbi diagram mutatja:
| Lakosok száma | 429  | 539  | 637  | 474  | 464  | 410  | 393  | 406  | 427  | 424  |
|               | 1869 | 1890 | 1921 | 1950 | 1980 | 2001 | 2017 | 2019 | 2022 | 2024 |